# Hej Moskva!
Hej Moskva! (russisk: Здравствуй, Москва!) er en sovjetisk film fra 1945 af Sergej Jutkevitj.

## Medvirkende
- Oleg Bobrov som Oleg
- Sergej Filippov som Brikin
- Pavel Kadotjnikov
- Nikolaj Leonov som Kolja
- Ivan Ljubeznov